# Nyssiodes ochraceus
Nyssiodes ochraceus là một loài bướm đêm trong họ Geometridae.